# گروه کتس
گروه کتس (انگلیسی: Coats Group) شرکت نساجی و کالای بریتانیایی است، که در سال ۱۷۵۵ تأسیس شد. این شرکت پس از شرکت وای‌کی‌کی، دومین تولید کننده زیپ در جهان است.